# Sarcochilus parviflorus
Sarcochilus parviflorus är en orkidéart som beskrevs av John Lindley. Sarcochilus parviflorus ingår i släktet Sarcochilus och familjen orkidéer. Inga underarter finns listade i Catalogue of Life.